# The Eagle Has Landed Part II
The Eagle Has Landed Part II è un doppio disco dal vivo dei Saxon. Registrato in Germania durante il tour di Dogs of War, testimonia l'entrata nel gruppo di Doug Scarrat alla chitarra.

## Tracce
CD 1:
1. Intro/Warlord (Byford/Glockler)
2. Dogs of War (Lyrics: Byford/Glockler; Music: Byford/Quinn/Oliver/Carter/Glockler)
3. Forever Free (Byford/Quinn/Oliver)
4. Requiem (Byford/Oliver/Carter/Glockler)
5. Crusader (Byford/Quinn/Oliver/Dawson/Glockler)
6. Light in the Sky (Byford/Quinn/Johnson)
7. Iron Wheels (Byford/Glockler)
8. Ain't Gonna Take It (Byford/Oliver/Carter/Glockler)
9. Nibbs Bavarian Bass Crash Drive (Carter)
10. Refugee (Byford/Carter)

- Durata 47 min : 50 s

CD 2:
1. Solid Ball of Rock (B. Tchaikovsky/M. Broad Bent)
2. The Great White Buffalo (Lyrics: Byford/Glockler; Music: Byford/Quinn/Oliver/Carter/Glockler)
3. The Eagle Has Landed (Byford/Quinn/Oliver/Dawson/Glockler)
4. Paul Quinn Guitar Feature Princess of the Night (Byford/Quinn/Oliver/Dawson/Gill)
5. Can't Stop Rockin' (Byford/Quinn)
6. Denim and Leather (Byford/Quinn/Oliver/Dawson/Gill)
7. Doug Scarrat Guitar Feature Wheels of Steel/Demolition Alley (Byford/Quinn/Oliver/Dawson/Gill-Lyrics: Byford/Glockler; Music: Byford/Quinn/Oliver/Carter/Glockler)

- Durata: 48 min: 21 s

## Formazione
- Biff Byford - voce
- Paul Quinn - chitarra
- Doug Scarrat - chitarra
- Nigel Glockler - batteria
- Nibbs Carter - basso